# Simhasana

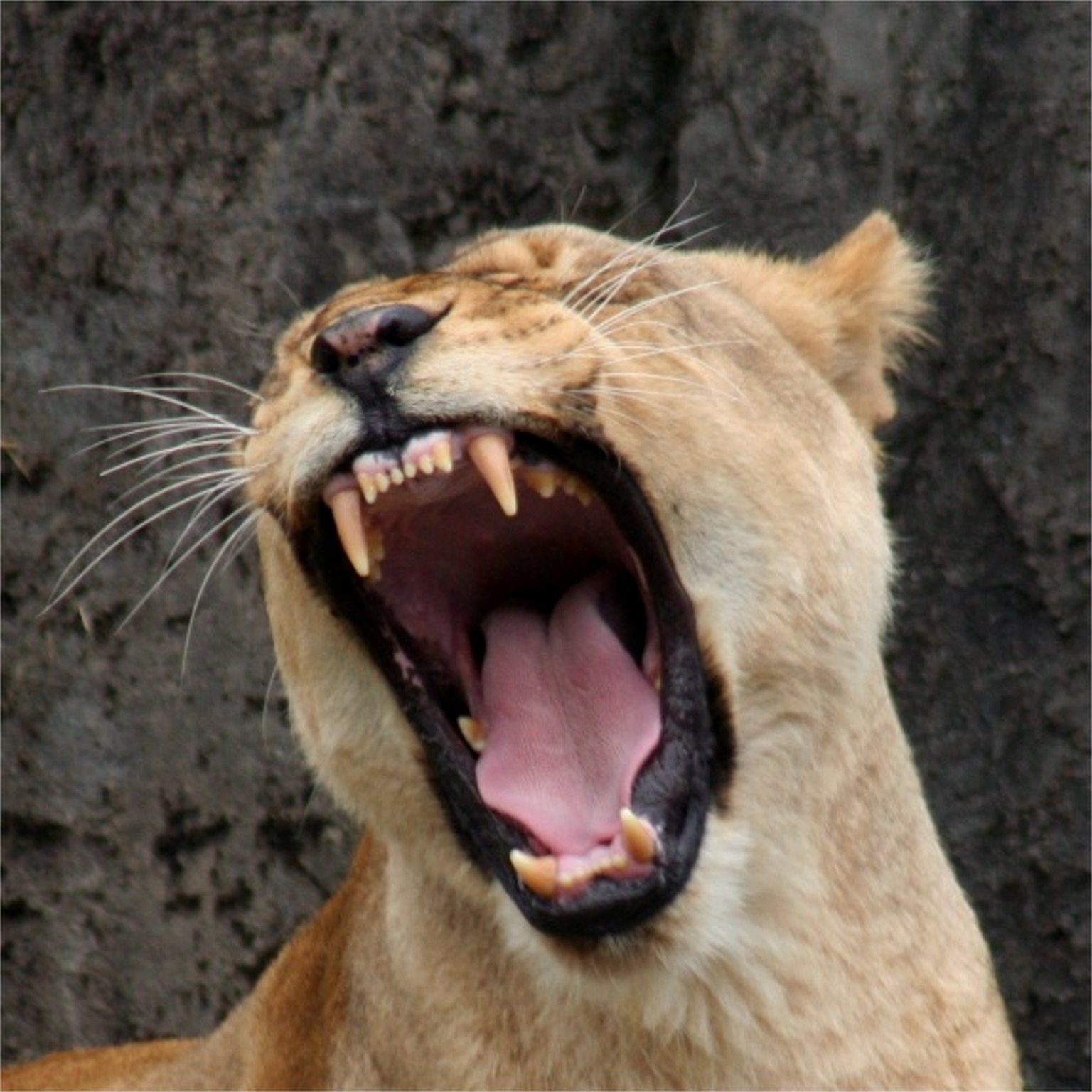
Simhasana è un āsana che richiama la posizione di un leone che ruggisce

Simhasana ovvero posizione del leone, è una āsana di Hatha Yoga della categoria delle "posizioni sedute". Il termine deriva dal sanscrito "simha" che significa "leone" e "āsana" che significa "posizione". Questa posizione viene associata al mudrā Simhamudra realizzato con la bocca.

## Scopo della posizione
La posizione ha lo scopo di allungare le caviglie e le gambe. Associata a Simhamudra aiuta la lingua e le corde vocali.

## Posizione
La posizione è realizzata posizionandosi in ginocchio con il dorso dei piedi appoggiato a terra, e appoggiando il dorso della caviglia destra sopra il tallone del piede sinistro. Sedersi sui piedi in modo da appoggiare il peso del corpo all'altezza del perineo sul tallone del piede superiore, il destro.
Associando Simhamudra, si allungano le braccia in avanti allargando le dita delle mani come fossero le zampe artigliate di un leone. Inspirando si raccoglie l'aria profondamente con il naso, espirando si allarga la bocca al massimo, si porta fuori la lingua e si emette il suono "aaaah" facendo uscire l'aria come un ruggito.
Ripetere l'asana invertendo le gambe, ponendo il piede sinistro sopra il destro.